# Hans Thiele (Bildhauer)
 Hans Thiele  (* 20. September 1919 in Dresden; † 29. Januar 2013 ebenda) war ein deutscher Zeichner und Bildhauer.

## Leben
Thiele wurde im Dresdner Taschenbergpalais geboren, das damals als Wohnhaus diente. Im Zweiten Weltkrieg geriet er in sowjetische Kriegsgefangenschaft, von der er Ende 1945 zurückkehrte. Ab dem Jahr 1952 arbeitete er in der Zwingerbauhütte bei Albert Braun beim Wiederaufbau des Dresdner Zwingers. Für die barocke Anlage schuf er Putten und plastische Fassadenverzierungen, wie für die Langgalerie und den Porzellan-Pavillon. Im Jahr 1969 legte er seine Meisterprüfung ab und arbeitete freischaffend in Dresden, sehr oft für das Institut für Denkmalpflege. Nach der Wiedereröffnung der Zwingerbauhütte im Jahr 1991 beriet und unterwies er die Mitarbeiter im Zeichnen und Modellieren. Er selbst zeichnete und malte auch gern, besonders Landschaften und Akte. Er studierte im Fach Zeichnen an der Hochschule für Bildende Künste Dresden. Thiele war Mitglied im Verband Bildender Künstler und war mit anderen Dresdner Künstlern befreundet, wie Eva Schulze-Knabe, Wilhelm Rudolph, Erich Otto und Etha Richter. Er schuf unter anderem Figuren und plastischen Fassadenschmuck des Zwingers, der Hofkirche, der Semperoper, des Schlosses Moritzburg und des Barockgartens Großsedlitz. Thiele starb am 29. Januar 2013 in Dresden und wurde auf dem Johannisfriedhof beigesetzt.

## Werke (Auswahl)

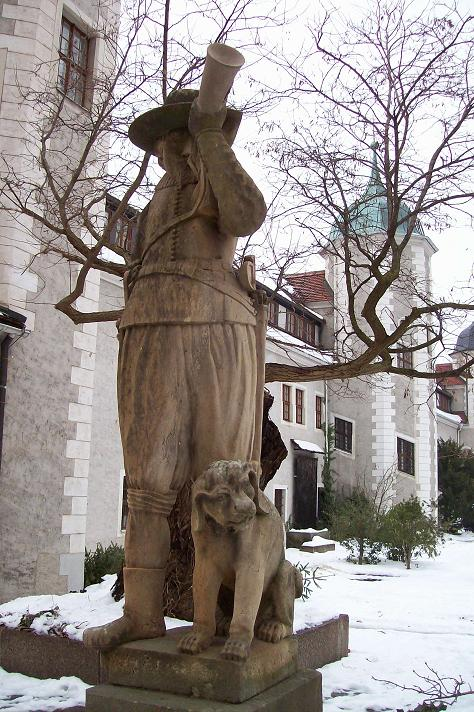
Jäger am Jägerhof

- Skulpturen in Zwinger, Hofkirche, Semperoper, Schloss Moritzburg und Barockgarten Großsedlitz
- Porträtbüsten für das Krankenhaus Dresden-Friedrichstadt und das Universitätsklinikum, Orthopädische Klinik, Dresden
- Restaurierung des Wandbrunnens im Coselpalais von Johann Gottfried Knöffler, Dresden, 1945 zerstört
- 1983: Kurfürstlicher Jäger mit Hund, Jägerhof, Dresden
- Figur des Ritters Dutschmann auf dem Hauptmarkt, Bautzen
- Restaurierung des Mendebrunnens, Leipzig
- Allegorische Figuren aus Sandstein für das Palais Unter den Linden, Berlin
- Putten für Schloss Sanssouci, Potsdam